# Tour du Faso 2011
Die 25. Tour du Faso fand vom 21. bis zum 30. Oktober 2011 in Burkina Faso statt. Das bedeutendste Radrennen Afrikas wurde in zehn Etappen über eine Distanz von 1280 Kilometern ausgetragen. Es gehörte zur UCI Africa Tour 2012 und war dort in die Kategorie 2.2 eingestuft.
Gesamtsieger des Etappenrennens wurde der Burkiner Hamidou Zidweiba, der den Kameruner Martinien Tega mit 25 Sekunden Vorsprung auf den zweiten Platz verweisen konnte. Das Podium wurde komplettiert von Zidweibas Landsmann Rasmane Ouédraogo.

## Teilnehmende Teams
Am Start standen insgesamt 16 Teams aus Afrika und Europa. Erstmals seit 1996 nahm mit dem „RV Trier – Deutschland“ auch wieder eine deutsche Abordnung am Rennen teil. Begleitet wurde die Mannschaft, die vom „department of tomorrow“ ins Leben gerufen worden war, von einem Filmteam. Der 90-minütige Kinofilm Tour du Faso, der so über die Tour du Faso 2011 entstanden ist, kam 2014 in die deutschen Kinos.

## Etappen
| Etappe | Tag         | Start–Ziel               | km    | Etappensieger     | Gesamtführender  |
| ------ | ----------- | ------------------------ | ----- | ----------------- | ---------------- |
| 1.     | 21. Oktober | Laye – Ouahigouya        | 145,6 | Salfo Bikienga    | Salfo Bikienga   |
| 2.     | 22. Oktober | Yako – Ziniaire          | 141,5 | Azzedine Lagab    | Salfo Bikienga   |
| 3.     | 23. Oktober | Linonghin – Tenkodogo    | 143,3 | Abdelmalek Madani | Hamidou Zidweiba |
| 4.     | 24. Oktober | Tenkodogo – Zorgho       | 74,5  | Julien Tomasi     | Hamidou Zidweiba |
| 5.     | 25. Oktober | Kokologho – Boromo       | 128,5 | Azzedine Lagab    | Hamidou Zidweiba |
| 6.     | 26. Oktober | Boromo – Bobo-Dioulasso  | 170,8 | Heinrich Berger   | Hamidou Zidweiba |
| 7.     | 27. Oktober | Bobo-Dioulasso – Banfora | 83,5  | Youcef Reguigui   | Hamidou Zidweiba |
| 8.     | 28. Oktober | Bobo-Dioulasso – Pâ      | 124,8 | Rasmane Ouédraogo | Hamidou Zidweiba |
| 9.     | 29. Oktober | Boromo – Koudougou       | 153   | Bouke Kuiper      | Hamidou Zidweiba |
| 10.    | 30. Oktober | Saponé – Ouagadougou     | 153   | Malween Bodin     | Hamidou Zidweiba |